# Diopatra aciculata
Diopatra aciculata är en ringmaskart som beskrevs av Knox och Cameron 1971. Diopatra aciculata ingår i släktet Diopatra och familjen Onuphidae. Inga underarter finns listade i Catalogue of Life.